# Relations entre l'Arabie saoudite et l'Arménie
Les relations entre l'Arabie saoudite et l'Arménie désignent les liens, échanges, confrontations, collaborations et rencontres, d’ordre économique, diplomatique, et culturel, qu’ont entretenus hier et entretiennent aujourd’hui l'Arabie saoudite et l'Arménie.
Il n'y a pas de relations diplomatiques officielles entre l'Arménie et l'Arabie saoudite. Cependant, les relations entre les deux pays connaissent un réchauffement important depuis les années 2010, probablement en raison de l'opposition commune à l'augmentation de l'influence turque.

## Historique

### Des années 1990 au début des années 2010
En raison de l'histoire du conflit du Haut-Karabagh, en particulier de la première guerre du Haut-Karabagh qui se termine en 1994, l'Arabie saoudite et l'Arménie n'ont pas de relations formelles car l'Arabie saoudite soutient la position de l'Azerbaïdjan au Karabagh. 
Cette question reste en suspens car l'Arabie saoudite reste ferme sur sa position sur la région du Karabagh en prenant partie pour l'Azerbaïdjan, ce qui empêche l'établissement de relations avec l'Arménie,.

### Depuis 2010
Cependant, depuis la montée en puissance du prince héritier saoudien Mohammed ben Salmane et l'hostilité croissante entre l'Arabie saoudite et la Turquie, qui a de mauvaises relations avec l'Arménie, les relations entre l'Arabie saoudite et l'Arménie connaissent un nouveau niveau d'amélioration. L'Arabie saoudite et l'Arménie partagent un sentiment commun considérant l'expansionnisme turc sous Recep Tayyip Erdoğan comme une menace pour ces pays, l'Arabie saoudite ayant récemment lancé un boycott anti-turc, commencé à partir de 2019 et s'étant intensifié depuis en raison des remarques anti-saoudiennes du gouvernement turc, tandis que l'Arménie possède des différends avec la Turquie sur le génocide arménien et son alliance avec l'Azerbaïdjan,.
En 2019, l'Arabie saoudite accepte de parrainer une solution pour reconnaître le génocide arménien au Congrès des États-Unis. La princesse saoudienne Reema bint Bandar Al Saoud, dans sa déclaration, condamne la Turquie pour ses hypocrisies et son refus de reconnaître le génocide. L'ambassadeur d'Arabie saoudite au Liban se rend également au mémorial du génocide arménien pour démontrer la solidarité saoudienne envers l'Arménie.
En septembre 2018, bien que les deux pays n'aient pas établi de relations officielles, le prince héritier saoudien Mohammed ben Salmane et le roi saoudien Salmane félicitent l'Arménie à l'occasion de la fête de l'indépendance, considérée comme une percée. 
En outre, lors de la guerre du Haut-Karabagh en 2020, l'Arabie saoudite, aux côtés des Émirats arabes unis, aurait secrètement soutenu l'Arménie contre l'Azerbaïdjan. La chaîne saoudienne Al-Arabiya diffuse notamment un discours spécial prononcé par le président arménien Armen Sarkissian condamnant la Turquie et l'Azerbaïdjan et exhortant la communauté internationale à empêcher la Turquie et l'Azerbaïdjan d'intervenir ensemble dans le conflit. D'autre part, l'Arabie saoudite cherche à s'abstenir d'apporter un soutien direct à l'Arménie, exhortant plutôt deux parties (l'Arménie et l'Azerbaïdjan) à résoudre le problème, en grande partie parce que l'Arabie saoudite considère l'Azerbaïdjan comme un partenaire potentiel contre l'Iran, même si l'Arabie saoudite est de plus en plus hostile à la Turquie, alliée de l'Azerbaïdjan,.
Le 26 octobre 2021, le président arménien Armen Sarkissian arrive à Riyad, en Arabie saoudite, pour une visite qualifiée d'historique par la présidence arménienne, la première du genre pour les dirigeants des deux pays. Le président participe au forum Future Investment Initiative, où il s'est assoit à côté du prince héritier Mohammed bin Salman.